# Потерянный горизонт (фильм, 1937)
«Потерянный горизонт» (англ. Lost Horizon) — кинофильм режиссёра Фрэнка Капры, вышедший на экраны в 1937 году. Экранизация одноимённого романа (1933) Джеймса Хилтона. Лента получила премии «Оскар» за лучшую работу художника-постановщика (Стивен Гуссон) и за лучший монтаж (Джин Хэвлик, Джин Милфорд), а также 5 номинаций на эту награду в следующих категориях: лучший фильм, лучшая мужская роль второго плана (Г. Б. Уорнер), лучший ассистент режиссёра (Чарльз Коулман), лучшая запись музыки (Моррис Столофф), лучшая запись звука (Джон Лайвадари). В 2016 году картина была включена в Национальный реестр фильмов.

## Сюжет
Во времена войны Роберт Конвей отправляется в китайский город Баскул для высвобождения 90 европейцев до вовлечения их в местную революцию. Роберт, его брат Джордж, ученый-палеонтолог Александр Лаветт, жулик Генри Барнард и девушка Глория отправляются на последнем самолёте в Шанхай. Однако пилотирование захватывает китаец, о чём пассажиры не подозревают. Во время полета Роберт рассказывает о своих планах остановить войну и обеспечить мир, когда он станет министром иностранных дел. Позже Лаветт и Барнард замечают, что самолёт летит на запад, а не на восток, о чём сообщает Роберту. Тогда пассажиры понимают, что их похитили. Спустя какое-то время пилот делает остановку в небольшой деревне, где самолёт заправляют топливом, после чего он снова отправляется в путь. В горах случается катастрофа, и самолёт падает. Пилот погибает.
Пассажиры самолёта встречают людей, которые отводят гостей в удивительную страну Шангри-Ла. В этом необычном месте их встречает Чан. Он обеспечивает гостей всеми необходимыми условиями. Чан рассказывает новопоселенцам о том, что в Шангри-Ла нет средств связи с внешним миром, и единственный способ выбраться отсюда - это дождаться проводников, которые в прошлый раз навещали страну 2 года назад. С особым презрением к этому месту относятся Лаветт и Джордж, однако Роберту оно приходится по душе.
Чан рассказывает Роберту о том, что в их стране нет преступности, потому что люди не испытывают таких чувств, как ненависть, жадность, зависть, желание владеть тем, чем владеет другой, ведь там, где всего достаточно, не может быть никаких преступлений. После он рассказывает о создателе Шангри-Ла. Это история одного бельгийского проповедника по имени отец Пэрл. Он построил Шангри-Ла, обучил местное население и начал собирать коллекцию произведений искусства. Это произошло в 1713 году, когда отец Пэрл попал в долину совсем замерзшим, из-за чего ему пришлось ампутировать себе ногу. Позже ему удается лично поговорить с верховным лама. Тогда Роберт понимает, что перед ним находится тот самый создатель Шангри-Ла. Отец Пэрл рассказывает Конвею о том, что он давно хотел встретиться с ним. Привести Роберта в страну было идеей Сондра Бизе, которая сразу приглянулась мужчине. Отец Пэрл говорит, что Конвей - это тот человек, который нужен Шангри-Ла, который спасет мир от апокалипсиса.
Спустя время Роберт встречается с Сондрой Бизе, она рассказывает ему, что восхищается им и его книгами. У них начинается роман. В это время Лаветту, Барнарду и Глории полюбилась Шангри-Ла. Барнард решает провести водопровод, а Лаветт начинает преподавать геологию. Однако Джордж по-прежнему обеспокоен. Он мечтает выбраться из этой страны.
Отец Пэрл передает свои полномочия Роберту и умирает. Джордж договаривается с проводниками, чтобы они вывели его из страны. Он начинает уговаривать брата уйти с ним, но Роберт противится, рассказывая всю историю. Джордж говорит, что брат сошёл с ума. Чтобы это доказать, он зовет Мэри, жительницу Шангри-Ла, которая попала в страну в возрасте 20 лет в 1888 году, но с тех пор не постарела, о чём Роберту рассказал Чан. Девушка убедила Роберта в том, что все это ложь и что она живёт в Шангри-Ла 2 года. Тогда Джордж, Роберт и Мэри покидают страну.
В походе на проводников обрушивается лавина. Спустя время Джордж замечает, что Мэри превратилась в старуху, у него случается нервный срыв, и он сбрасывается со скалы. Роберт долгое время бродит по скалам и добирается до поселения, откуда его привозят в Лондон. Однако Конвей страдает провалом в памяти. Спустя время он вспоминает о Шангри-Ла, рассказывает о ней людям и настаивает на возвращении туда, из-за чего его запирают каюте, откуда он сбегает, спрыгнув с корабля в Сингапуре. Пройдя путешествие в 10 месяцев, Роберт возвращается в Шангри-Ла. (ред.)

## В ролях
- Рональд Колман — Роберт Конвей
- Джейн Уайетт — Сондра Бизе
- Г. Б. Уорнер — Чан
- Сэм Джаффе — верховный лама
- Джон Ховард — Джордж Конвей
- Эдвард Эверетт Хортон — Александр П. Лаветт
- Томас Митчелл — Генри Барнард
- Марго — Мария
- Изабел Джуэлл — Глория Стоун

## История создания
Фильм превысил бюджет более чем на $776 000 и вернул вложенные инвестиции спустя более 5 лет. Возникшие из-за этого у студии Columbia Pictures финансовые проблемы нарушили сотрудничество Капры и главы студии Гарри Кона со сценаристом Робертом Рискином, с которым Капра работал над многими своими фильмами.
В 1942 фильм был повторно выпущен как «Потерянный горизонт Шангри-Ла» (англ. The Lost Horizon of Shangri-La). Длинная пьяная речь Роберта Конвея, в которой он критиковал дипломатические игры и войну, была удалена, так как руководство студии боялось, что такие чувства, выраженные в разгар Второй мировой войны, будут непопулярны у зрителей. Капра считал, что фильм не имел никакого смысла без этой сцены, и охарактеризовал выкинутые 12 минут как «жизненно важные».
В 1952 была выпущена 92-минутная версия фильма, преследовавшая цель преуменьшить прокоммунистические симпатии, угадываемые в оригинальном фильме, и ограничить сочувствие к Китаю, отношения с которым у американского правительства становились напряжёнными. Позднее фильм был утрачен, и в 1973 году Американский институт киноискусства начал его восстановление. Проект был предпринят UCLA Film совместно с Television Archive и Columbia Pictures и занял 13 лет.
Удалось восстановить все 132 минуты оригинального саундтрека и 125 минут видео. Недостающие семь минут видео были заменены фотографиями актёров и сцен, сделанными во время съёмок.

## Релизы
Columbia Tristar Home Video выпустила отреставрированный релиз на DVD 31 августа 1999 года. DVD включает дополнительные материалы, в том числе три удалённые сцены, дополнительное окончание, комментарий о восстановлении Чарльза Чамплина и Роберта Джитта, фото и документальный фильм с рассказом об истории фильма Кендола Миллера. 26 февраля 2001 года был выпущен DVD, включающий те же самые дополнительные материалы и оригинальный трейлер.